# الدرلی اج
الدرلی اج (به انگلیسی: Alderley Edge) یک روستا و محله مدنی در بریتانیا است که در چشر شرقی واقع شده‌است. الدرلی اج ۴٬۶۳۸ نفر جمعیت دارد.